# Woomera Test Range
El RAAF Woomera Test Range (en español, Campo de Experimentación de Proyectiles de Woomera de la Real Fuerza Aérea Australiana), también conocido como el Área Prohibida de Woomera y el Campo de Experimentación de Woomera, o simplemente Woomera Test Range (WTR), es un centro de experimentación de misiles, armas atómicas y otras armas terrestres en general operado por el Grupo de Apoyo de Operaciones Aeroespaciales de la Real Fuerza Aérea Australiana (RAAF, según sus siglas en inglés). Las operaciones diarias y administración del WTR es responsabilidad del Cuartel General del Campo de Experimentación de Proyectiles de Woomera de la RAAF, ubicado en la Base de la RAAF en Edinburgh. El campo de experimentación está ubicado en Australia Meridional, en una región abierta en el noroeste del estado. La entrada al campo es la base de Woomera, conocida comúnmente como Woomera Village (en español, Aldea de Woomera), y se encuentra a unos 500 kilómetros al noroeste de Adelaida. No obstante, el campo cubre un área extensa, y es el campo de experimentación de armas terrestres más grande en el mundo occidental.
El complejo comprende el Área Prohibida de Woomera, el Espacio Aéreo Restringido de Woomera, la localidad de Woomera, la pista de aterrizaje de la RAAF de Woomera, y Campo Rapier (el ex Centro de Recepción y Procesamiento de Inmigración de Woomera). El Campo de Experimentación de Nurrungar en Woomera (NTAW según sus siglas en inglés), en el cual se encontraba la base conjunta de la Fuerza Aérea de Estados Unidos y la Fuerza de Defensa Australiana de Nurrungar, ahora también forma parte del complejo. Woomera cuenta con una población permanente de 200 personas, pero puede proveer alojamiento y servicios hasta para 500 personas al día. Aunque el campo de experimentación está cerrado al público, la aldea de Woomera está abierta al público.

## Historia
El uso de cohetes V-1 y V-2 durante la Segunda Guerra Mundial instó a los británicos a establecer su propio programa de pruebas de cohetes. Sin embargo, la densidad de población en el Reino Unido hacía de este tipo de pruebas algo peligroso, por lo que los británicos se dirigieron a Australia solicitando un sitio con un corredor de pruebas largo y que sea muy poco poblado. Las dos naciones crearon el Proyecto Conjunto Anglo-Australiano, un programa de diseño y prueba de armamento de la Commonwealth establecido en 1946. La exploración de posibles sitios para el campo de experimentación y su base de operaciones fue realizado por Len Beadell en 1947 en la región de Far North en Australia Meridional. Australia fue responsable de proveer las instalaciones de experimentación, el personal y la mayor parte del financiamiento, mientras que el Reino Unido proveyó la mayor parte del material científico y personal relacionado, y además de su contribución financiera al proyecto, pagó por las armas que fueron utilizadas. El nombre del campo y la localidad de apoyo viene del nombre de un arma de impulso utilizada por los aborígenes australianos. En su punto de máxima extensión, el campo contaba con una extensión de 270.000 km², la mayor parte de esta en Australia Meridional, aunque también incluía una estación satelital en el noroeste de Australia Occidental. Más adelante su tamaño fue reducido hasta su extensión actual de 127.000 km², pero continúa siendo el campo de experimentación de armamento terrestre más grande del mundo occidental.

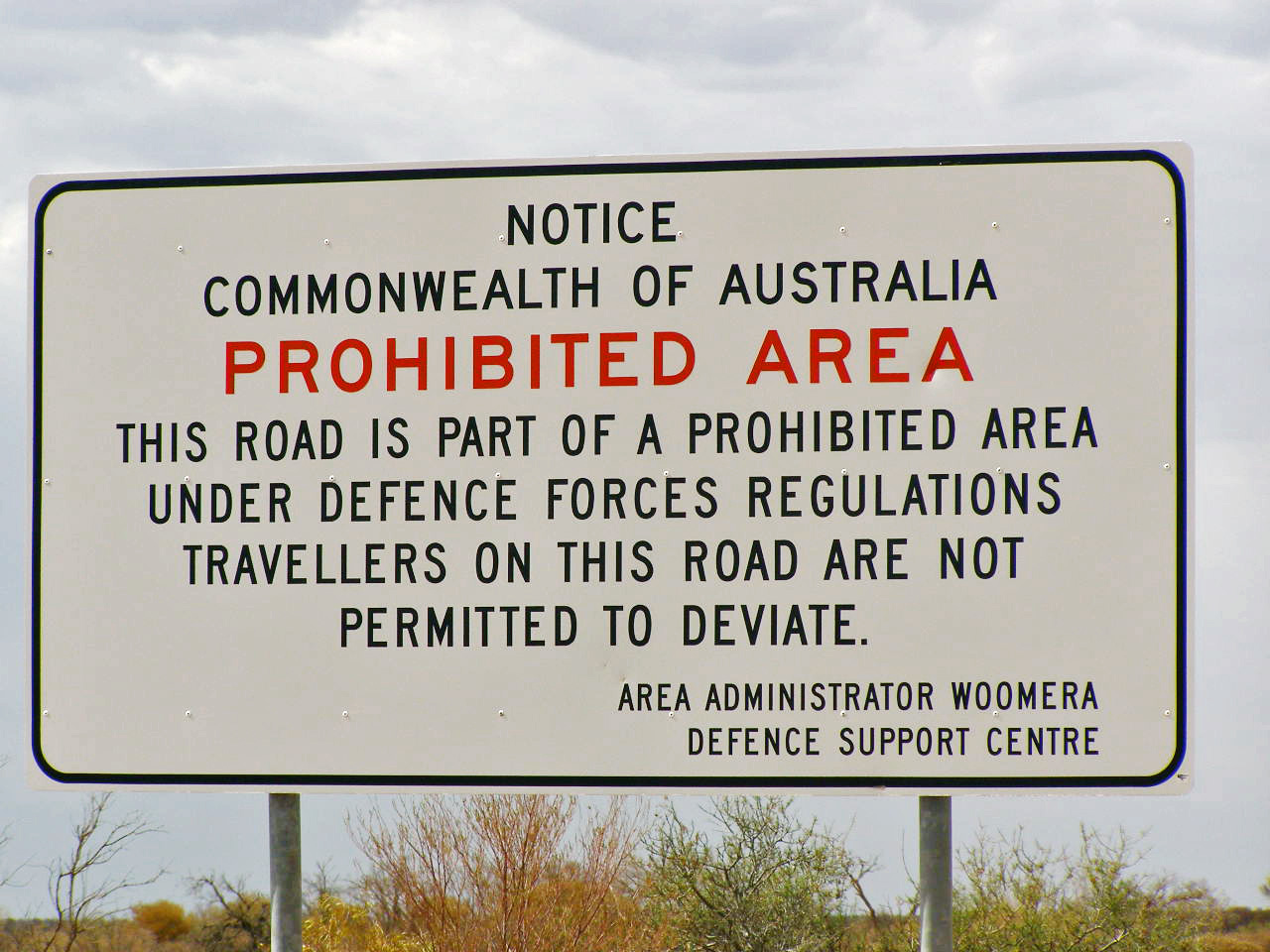
Letrero en un costado de la Carretera Stuart, en la sección que cruza el WTR, indicando que los vehículos no deben salirse del camino bajo ninguna circunstancia.

Las instalaciones en Salisbury, Australia Meridional, sirvieron de apoyo para el proceso de diseño y experimentación de muchas armas y los Experimentos de Atmósfera Superior llevados a cabo en Woomera. Entre las armas diseñadas y probadas en Woomera se encuentran los misiles tierra-aire Sea Wolf, Rapier, Sea Dart y Bristol Bloodhound, los misiles nucleares Blue Steel, el misil antitanque Malkara, los misiles antisubmarino Ikara, y el caza GAF Jindivik. Las pruebas con misiles comenzaron en 1949 y el Proyecto Conjunto se extendió hasta 1980.
Luego de la cancelación del Proyecto Conjunto las instalaciones fueron utilizadas en forma ocasional como apoyo para proyectos del ejército australiano y también como apoyo para cohetes alemanes y de la NASA para estudiar la Supernova 1987A y otros experimentos astronómicos. Woomera luego se enfocó en actividades de apoyo para el centro de comunicaciones militares australo-estadounidense de Nurrungar. Las instalaciones de observación cerraron en 1999, y más o menos por esa fecha la Organización de Ciencia de Defensa y Tecnología y la Unidad de Desarrollo de Aeronaves de la RAAF identificaron el potencial futuro del complejo, en especial el hecho de que es uno de pocos lugares en el mundo en donde es factible realizar pruebas de armamento sobre el horizonte.  Actualmente, el complejo es utilizado para pruebas de la Fuerza de Defensa Australiana y su acceso es alquilado a ejércitos extranjeros y empresas privadas que deseen realizar sus propias pruebas de armamento, cohetes y drones. Para finales del año 2009 se estaban realizando hasta diez pruebas diferentes cada día, y había reservas para su uso hasta 2023. El aumento en el interés de terceras partes en Woomera instó al gobierno australiano a autorizar una renovación valuada en $500 millones en el lugar en mayo de 2009, principalmente para mejorar los sistemas de rastreo y otra infraestructura.
En junio de 2010, la sonda espacial japonesa Hayabusa aterrizó en el Woomera Test Range luego de visitar el asteroide (25143) Itokawa.

## Cohetería
El campo de Woomera también ha sido utilizado para cohetería. Durante los años 1950, el cohete Black Knight (como parte del Blue Streak) fue probado en el campo. El primer lanzamiento de cohetes ocurrió en 1957, y continuó hasta el último lanzamiento de satélites en 1981. Aunque inicialmente no hubo pruebas de este tipo durante un buen tiempo luego de la cancelación del Proyecto Conjunto, el uso del campo para cohetería se ha incrementado. En 2002, la Universidad de Queensland lanzó un cohete que utilizaba un motor HyShot: el primer vuelo exitoso de un motor hipersónico de scramjet. Durante la Guerra Fría, Woomera tuvo la mayor cantidad y frecuencia de lanzamientos de cohetes en el mundo detrás del Cabo Cañaveral en Florida, Estados Unidos.

## Más información
- Beadell, Len (1967). Blast The Bush (en inglés). Lansdowne Publishing. ISBN 1-86302-618-5.
- Morton, Peter (1989). Fire across the desert: Woomera and the Anglo-Australian Joint Project 1946–1980 (en inglés). Canberra, ACT: AGPS Press. ISBN 0-644-06068-9. OCLC 29261144.

- Datos: Q16927441
- Multimedia: Woomera, South Australia / Q16927441